# Ian Astbury
Ian Robert Astbury (14 de maig de 1962) és un cantant anglès, conegut sobre tot per ser fundador, veu principal i líder del grup de rock The Cult. Durant diverses aturades de l'activitat del grup The Cult, Astbury fou al front del grup Holy Barbarians en 1996. Posteriorment de 2002 a 2007 fou cantant principal de Riders on the Storm, un grup tribut als Doors on també hi figuraven Ray Manzarek i Robby Krieger dels Doors originals. Substituí Rob Tyner durant una reunió del grup MC5 en 2003. Hi aparegué diverses vegades com a cantant convidat en actuacions d'un sol cop per altres artistes.

## Infantesa i joventut
Ian Astbury nasqué en Heswall, Cheshire, i és de descendència escocesa i anglesa. Es traslladà amb la seva família en 1973 d'Anglaterra a Hamilton, Ontario, Canadà, quan tenia onze anys. Hi assistí al centre Glendale Secondary School. Les influències musicals primerenques d'Astbury tenen l'arrel en Hamilton, on es feu admirador de David Bowie, Iggy Pop i New York Dolls. No comença a actuar en públic fins al retorn a Anglaterra.
En 1979, mentre vivia a Glasgow, Astbury fou impactat per la cançó "The End", del grup the Doors que havia escoltat mentre veia la pel·lícula Apocalypse Now. Posteriorment ho descriví com una "experiència religiosa".

## Carrera

### Etapa primerenca
El 1980, Astbury es trobava a Liverpool, on va estar actiu en l'escena punk basada al voltant de l'Eric's Club. Es va traslladar a Bradford a finals de 1980, i el 1981 va ajudar a fundar la banda post-punk Southern Death Cult, que va durar fins al març de 1983. Juntament amb el guitarrista Billy Duffy, el baixista Jamie Stewart i el bateria Raymond Taylor Smith, Astbury va formar una nova banda, Death Cult i va llançar l'EP Death Cult. Per ajudar a ampliar el seu atractiu, la banda va canviar el seu nom a "The Cult" el gener de 1984 abans d'aparèixer al programa de televisió de Channel 4, The Tube.
El primer àlbum de The Cult, Dreamtime, va ser llançat el 1984, seguit de Love el 1985. Love va incloure el senzill "She Sells Sanctuary", que va presentar la banda a un públic internacional. Moltes cançons d'aquests primers àlbums se centren en temes nadius americans, una preocupació d'Astbury. En el seu tercer àlbum, Electric, The Cult va fer una transformació a un so de rock dur amb l'ajuda del productor Rick Rubin.
Després del llançament de l'àlbum de 1989 Sonic Temple i el senzill "Fire Woman", Astbury es va traslladar a Los Angeles, Califòrnia, Estats Units.

### Dècada de 1990
El 1994, The Cult va tornar amb un àlbum sense títol i un canvi de ritme musical. El seu so de rock dur havia desaparegut, com a resultat del creixent interès d'Astbury per la música alternativa, la moda i les lletres introspectives. Tot i que l'àlbum va produir dos senzills ("Coming Down" i "Star"), no va ser un èxit comercial. Van fer una gira per donar suport a l'àlbum, però al Brasil les diferències creatives amb el guitarrista Duffy van arribar al seu màxim, la qual cosa va fer que abandonés la banda.
Astbury aviat va reunir un altre grup de músics i va començar a escriure noves cançons. Va anomenar el grup The Holy Barbarians, i el 1996 la banda va publicar el disc Cream, que no va ser un èxit comercial. La banda va aparèixer al petit Tunbridge Wells Forum, on Vic Reeves es va unir a la banda a l'escenari per a una interpretació de "Wildflower".
Les dificultats personals i la voluntat d'introspecció van allunyar Astbury del seu nou grup, i va començar a treballar en un àlbum en solitari (eventualment llançat com Spirit\Light\Speed).

### Dècada de 2000 i posterior
Astbury esdevingué cantant principal dels The Doors of the 21st Century versió del grup sense el bateria original, en 2002. Hi havien dos membres originals del grup, Robby Krieger i Ray Manzarek.
En 2003, Astbury actuà amb els membres supervivents d'MC5 al 100 Club de Londres.
Astbury reactivà The Cult amb Duffy en 2006, per una sèrie de concerts en directe. En octubre de 2007, el grup The Cult llançà Born into This, on s'incloïa el senzill "Dirty Little Rockstar". En 2009, The Cult anuncià una sèrie de xous al llarg de Canadà, Estats Units d'Amèrica i diversos estats europeus.
En 29 de maig de 2010, el grup japonès Boris representà la cançó "The End" amb Ian Astbury al Vivid Festival en Sydney. Boris i Astbury llançaren un EP de quatre cançons en setembre de 2010 amb els segells Southern Lord i Daymare Records, amb els quatre títols: "Teeth and Claws", "We are Witches," "Rain" i "Magickal Child."